# 内田信也 (薬学者)
内田 信也（うちだ しんや、1968年7月 - ）は、日本の薬剤師、薬学者（臨床薬物動態学・臨床薬理学・臨床製剤学）。学位は、博士（薬学）（静岡県立大学・1998年）。静岡県立大学薬学部准教授・大学院薬学研究院准教授。
浜松医科大学医学部附属病院薬剤部薬剤主任、浜松医科大学医学部助手、静岡県立大学薬学部講師などを歴任した。

## 来歴

### 生い立ち
1968年7月に生まれた。静岡県立大学に進学し、薬学部の薬学科にて学んだ。1993年3月、静岡県立大学を卒業した。大学卒業後は、そのまま静岡県立大学の大学院に進学し、薬学研究科にて学んだ。1998年3月、静岡県立大学における大学院の博士課程を修了した。それにともない、博士（薬学）の学位を取得した。
大学院修了後は、薬剤師の文部技官として、1998年4月より浜松医科大学の医学部附属病院の薬剤部に勤務した。2001年1月、中央省庁再編にともない、文部技官から文部科学技官となる。同年7月、浜松医科大学の医学部附属病院にて、薬剤部の薬剤主任に昇任した。

### 研究者として
2003年4月、浜松医科大学にて医学部の助手に就任した。医学部においては、主として臨床薬理学講座を受け持った。2005年4月、母校である静岡県立大学に転じ、薬学部の講師に就任した。なお、静岡県立大学の大学院においては、薬学研究科の講師を兼務した。また、その間、2008年よりアリゾナ大学にて、薬学部の客員研究員を兼任していた。2011年10月、静岡県立大学にて、薬学部の准教授に昇任した。薬学部においては、主として薬学科の講義を担当し、並木徳之らとともに実践薬学分野を受け持った。なお、静岡県立大学の大学院においては、薬学研究科の准教授を兼務した。翌年4月、薬学研究科が生活健康科学研究科と統合され2研究院1学府に再編されると、新設された薬学研究院においても准教授を兼務した。大学院においては、主として薬食生命科学総合学府の講義を担当し、実践薬学教室を受け持った。

## 研究
専門は薬学であり、特に臨床薬物動態学、臨床薬理学、臨床製剤学といった分野の研究に取り組んでいる。具体的には、医薬品の薬物動態や薬物作用について解析し、その適正な使用を図るための研究に従事している。また、遺伝的多型が医薬品の薬物動態や臨床効果、副作用などに対して与える影響についても、研究している。そのほか、菓子様製剤、口腔内崩壊錠、プレミクスト注射剤などの製剤]にも取り組んでいる。

## 人物
医療現場の薬剤師に必要な素養として「薬物治療に対する広範な知識」「薬物療法に伴う患者個々の問題点を把握し解決できる能力」「病者の心を理解しようと努める人間性」の3つを挙げている。

## 略歴
- 1968年 - 誕生。
- 1993年 - 静岡県立大学薬学部卒業。
- 1998年 - 静岡県立大学大学院薬学研究科博士課程修了。
- 1998年 - 浜松医科大学医学部附属病院薬剤部薬剤師。
- 2001年 - 浜松医科大学医学部附属病院薬剤部薬剤主任。
- 2003年 - 浜松医科大学医学部助手。
- 2005年 - 静岡県立大学薬学部講師。
- 2005年 - 静岡県立大学大学院薬学研究科講師。
- 2008年 - アリゾナ大学薬学部客員研究員。
- 2011年 - 静岡県立大学薬学部准教授。
- 2011年 - 静岡県立大学大学院薬学研究科准教授。
- 2012年 - 静岡県立大学大学院薬学研究院准教授。

## 著作

### 分担執筆
- 渡邉裕司編『医学生の基本薬』医学書院、2010年。ISBN 9784260008341
- 横越英彦監修『ストレスの基本理解と抗ストレス食品の開発』普及版、シーエムシー出版、2012年。ISBN 9784781304762
- 大橋京一・藤村昭夫・渡邉裕司編集『疾患からみた臨床薬理学』3版、じほう、2012年。ISBN 9784840742962

## 関連人物
- 並木徳之
- 横越英彦
- 渡邉裕司